# Edutainment (album)
Edutainment è il quarto album in studio del gruppo hip hop statunitense Boogie Down Productions, pubblicato nel 1990.
| Recensione | Giudizio |
| ---------- | -------- |
| AllMusic   | [ 1 ]    |

## Tracce
Tutte le tracce sono interpretate da KRS-One, tranne dove indicato.
1. Exhibit A (interlude)
2. Blackman In Effect
3. Ya Know The Rules (feat. D-Nice)
4. Exhibit B (interlude)
5. Beef
6. House Nigga's
7. Exhibit C (interlude)
8. Love's Gonna Get'cha (Material Love)
9. 100 Guns
10. Ya Strugglin' (feat. Kwame Ture)
11. Breath Control II
12. Exhibit D (interlude)
13. Edutainment
14. The Homeless
15. Exhibit E (interlude)
16. The Kenny Parker Show
17. Original Lyrics (feat. Special K)
18. The Racist
19. 7 Dee Jays (feat. D-Nice, Heather B., Jamal-Ski, Ms. Melodie, Harmony, D-Square)
20. 30 Cops Or More
21. Exhibit F (interlude)

## Classifiche

### Classifiche settimanali
| Classifica (1990)         | Posizione massima |
| ------------------------- | ----------------- |
| Stati Uniti               | 32                |
| US Top R&B/Hip-Hop Albums | 9                 |

### Classifiche di fine anno
| Classifica (1990)         | Posizione massima |
| ------------------------- | ----------------- |
| US Top R&B/Hip-Hop Albums | 72                |